# Sexto Pompeyo

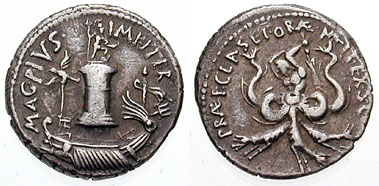
Denario emitido por Sexto Pompeyo, celebrando su victoria sobre la flota de Octaviano. En el anverso figura el faro de Mesina, y en el reverso, el monstruo Escila.

Sexto Pompeyo Magno Pío (en latín, Sextus Pompeius Magnus Pius; circa 65-35 a. C.) fue un militar romano del periodo final de la República, y la última oposición que tuvo el Segundo Triunvirato en sus intentos por controlar la República.

## La muerte del padre y la lucha contra César
Sexto era el hijo menor de Cneo Pompeyo Magno y su tercera esposa, Mucia Tercia; su hermano mayor era Cneo Pompeyo el Joven, hijo de la misma madre. Ambos hermanos crecieron a la sombra de su padre, uno de los mejores generales romanos, y que en principio no pertenecía al ala política conservadora, sino que se acercó a la facción tradicional cuando Julio César se convirtió en una amenaza para la República.
Según Apiano, debió nacer en 75 a. C., ya que señala que al momento de su muerte tenía 40 años de edad. Sin embargo, esta versión es rechazada por Emilio Gabba, quien sitúa su nacimiento en 66 a. C. o 68 a. C.
Cuando César cruzó el río Rubicón en 49 a. C., comenzando así la segunda guerra civil, su hermano mayor huyó junto a su padre a Oriente, como hicieron muchos de los senadores conservadores. Sexto permaneció en Roma bajo el cuidado de su madrastra, Cornelia. El ejército pompeyano fue derrotado en la batalla de Farsalia (48 a. C.), y Pompeyo tuvo que huir para salvar la vida, refugiándose en Mitilene, en la isla de Lesbos. Allí se reunió con Cornelia y Sexto antes de dirigirse hacia Egipto, donde, a su llegada, fue traicionado y asesinado por los egipcios, el 29 de septiembre, ante el temor de negarle la entrada o que su llegada provocara la invasión del ejército de César. Tras la muerte de Pompeyo, que Sexto presenció desde el barco donde se hallaba, su madrastra Cornelia volvió a Roma, mientras que él se dirigió a Chipre y posteriormente se unió con su hermano Cneo a la resistencia contra César en las provincias africanas. Junto a Metelo Escipión, Catón el Joven y otros senadores, dirigió la oposición a César y su ejército hasta el final, mientras su hermano Cneo se dirigió a Hispania.
Tras la batalla de Tapso (46 a. C.), César venció a Metelo y Catón, quienes acabaron suicidándose, mientras Sexto huyó de África y se reencontró con su hermano en Hispania, junto con Labieno y otras personas de su partido. En Hispania se encargó de la posesión de Corduba, hasta la derrota de su hermano en la batalla de Munda, en marzo de 45 a. C., donde murieron Gneo y Labieno, teniendo que huir de nuevo. Sexto se refugió en el país de los lacetanos, entre el Iberus y los Pirineos, donde vivió del robo hasta que al poco tiempo logró reunir una considerable banda de seguidores; con ellos se dirigió a la Bética, gobernada por Gayo Carrinas, quien fue incapaz de ofrecer resistencia, ya que Sexto contaba con el apoyo general de los nativos y de los veteranos de guerra que su padre había establecido en la provincia. De esta forma, Carteia y otras ciudades cayeron en sus manos.

## La muerte de César y la reconciliación con Roma
De vuelta a Roma, César fue asesinado en los idus de marzo (15 de marzo) del año 44 a. C. por un grupo de senadores, acaudillados por Casio y Bruto. Este incidente no supondría la esperada vuelta a la normalidad que los senadores esperaban, sino una nueva confrontación civil entre los partidarios de César y sus asesinos. Para Sexto, la muerte de Julio César fue muy favorable. Gayo Asinio Polión, sucesor de Carrinas en el gobierno de Hispania Ulterior, tenía poco talento militar y sufrió varias derrotas ante Sexto, que le permitieron dominar toda la Bética, recibiendo la aclamación de imperator. Sexto pactó entonces con el gobernador de la Hispania Citerior y de la Galia Narbonense, Lépido, por el cual se establecía una tregua y se permitía que Sexto pudiera ir a Roma para recibir la herencia paterna. Sexto aceptó esta proposición y el Senado le concedió además una importante cantidad de dinero en compensación por la propiedad paterna que había sido confiscada. 
En 43 a. C., cuando Marco Antonio se dirigió a la Galia Cisalpina para oponerse a Décimo Junio Bruto Albino, el Senado romano buscó apoyos contra el futuro triunviro, y apeló a Lépido y a Sexto, que entonces había llegado a Massalia con una flota y un ejército dispuesto a intervenir según más conviniera. El Senado, a propuesta de Cicerón, aprobó un decreto laudatorio en su honor, y le ofreció nominarlo para el puesto que había tenido su padre en el colegio de los augures. También lo nombró para el mando de la flota republicana con el título praefectus classis et orae maritimae; sin embargo, Sexto no realizó ninguna acción para aliviar el sitio de Mutina, permaneciendo inactivo.

## Proscripción

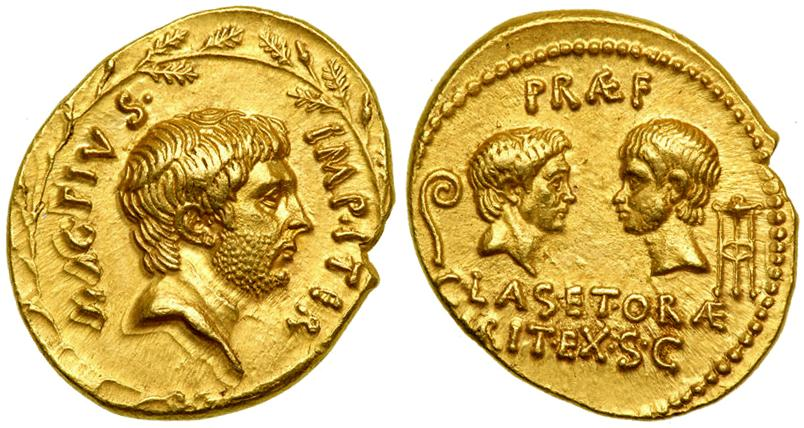
Áureo de Sexto Pompeyo emitido en Sicilia entre 42 a. C y 40 a. C., en el que se titula hijo del Magno imperator y Prefecto de las costas y de los mares, en un claro desafío al poder de los triunviros y, particularmente, de Octavio.

En el mes de agosto de 43 a. C., Octavio controló el consulado e impuso la lex Pedia propuesta por su colega Quinto Pedio, por la que todos los asesinos de César eran declarados proscritos. Pompeyo fue incluido entre los asesinos de César, aunque no había tenido participación en el hecho, y finalmente fue proscrito en el mes de octubre cuando se estableció el Segundo Triunvirato, formado por Octaviano, Marco Antonio y Lépido, cuyas intenciones eran vengar a César y subyugar toda oposición. 
El dominio de la flota garantizaba a Sexto cierta seguridad; pero como los gobernadores de ambas Hispanias y el de la Galia apoyaron el triunvirato, no disponía de ninguna base en tierra firme. Sexto se limitó a atacar las zonas costeras, y sus fuerzas aumentaron con todos aquellos que los triunviros habían proscrito, y con multitudes de esclavos que acudían a él. Finalmente se vio con fuerzas suficientes para desembarcar en Sicilia, donde estableció su cuartel general. Las ciudades de Milas, Tindaris, Mesina y Siracusa cayeron en su poder, al igual que toda la isla finalmente. El propretor de Sicilia, Aulo Pompeyo Bitínico, le rindió Mesina a condición de repartirse el gobierno de la isla. También recibió el apoyo de Quinto Cornificio, gobernador de la provincia de África. El dominio de estas provincias por los pompeyanos afectó seriamente al suministro de grano de Roma. 
En 42 a. C. Octaviano envió a la isla a su legado Quinto Salvidieno Rufo, que consiguió evitar los ataques de Sexto a las costas italianas, pero fue derrotado en el estrecho de Sicilia, en las cercanías de Escileo, cuando intentó enfrentarse a la flota pompeyana. Octavio, tras esta batalla, partió inmediatamente después a Grecia, con objeto de ayudar a Marco Antonio en la guerra contra Bruto y Casio. Sexto estaba en la cumbre de su poder y se hizo llamar "hijo de Neptuno"; entonces hizo matar al cogobernador Aulo Pompeyo Bitínico, acusado de una supuesta conspiración, quedando así como único gobernador de la isla. Mientras Octavio luchaba en Grecia contra los republicanos, Pompeyo se mantuvo inactivo, y esto sería su error fatal.

## Confrontación con Octavio
Tras la derrota y muerte de Casio y Bruto en la doble batalla de Filipos (42 a. C.), los triunviros volvieron su atención hacia Sexto, quien había fortalecido su posición en Sicilia, preparado para ofrecerles resistencia y amenazado el abastecimiento marítimo de trigo de Roma. 
Sin embargo, en 41 a. C., Octavio, a su regreso a Italia, se mantuvo ocupado con la Guerra Perusina, lo que permitió a Pompeyo continuar haciendo estragos en las costas de Italia. A comienzos de 40 a. C., Marco Antonio buscó la alianza con Pompeyo y este envió fuerzas a Italia, pero tuvo que retirarlas cuando se produjo la reconciliación de los triunviros en la paz de Brindisi, quienes decidieron hacer la guerra a Sexto. No obstante, Sexto se hallaba en posesión no solamente de Sicilia, sino que además había ocupado Sardinia y Córcega, y sus flotas saqueaban todas las flotas de granos que venían de Egipto y de las provincias orientales, de forma que la escasez extrema prevaleció en Roma, y la hambruna parecía inevitable. Esto hizo que se desataran disturbios pidiendo la paz con Sexto.

## Pacto deMiseno

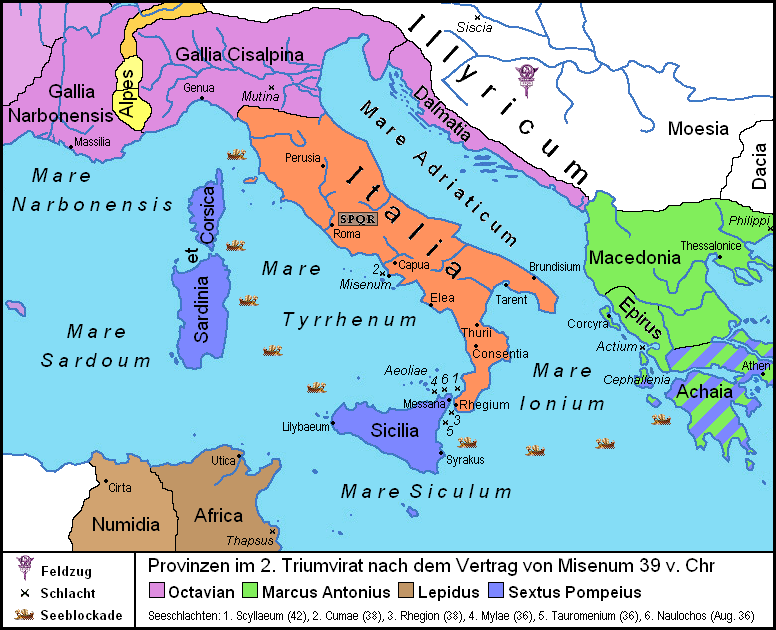
Italia y las islas aledañas en 39 a. C., tras la firma del Pacto de Miseno entre Octaviano y Sexto Pompeyo

Octavio pensó que lo más prudente era ceder, y en consecuencia, se estableció una paz negociada entre los triunviros y Pompeyo, a través de la mediación de Lucio Escribonio Libón, el suegro de este último, llegándose a firmar las paces entre ambos personajes a través del denominado Pacto de Miseno de 39 a. C., por el cual se entregaba a Sexto el control de Sicilia, Córcega, Cerdeña y Acaya, con el compromiso de poner fin a sus prácticas piráticas y abastecer de grano a Roma. Además Octavio le prometió un consulado para el año 33 a. C., el augurado y una indemnización de diecisiete millones y medio de monedas de plata de su fortuna privada. Pompeyo, por su parte, prometió retirarse de la costa de Italia, proteger el comercio en el Mediterráneo y casar a su hija con Marco Marcelo, el hijo de Octavia, la hermana del triunviro. La causa de este tratado de paz fue el interés de Marco Antonio, el virtual líder de los triunviros, por iniciar una invasión del Imperio parto, para lo cual necesitaba disponer de las legiones que la resistencia de Sexto tenía ocupadas en Sicilia. 
Sin embargo, la paz no duró mucho tiempo, ya que las frecuentes disensiones entre Octaviano y Marco Antonio motivaron el uso político de la guerra contra Sexto, para así poder atribuirse el éxito de conjurar la amenaza que suponía para el triunvirato. De esta forma, Antonio se negó a renunciar a los tributos adeudados por Acaya, y Pompeyo, por lo tanto, reanudó sus excursiones de piratería.
En 38 a. C. Pompeyo sufrió una severa pérdida con la deserción de uno de sus legados principales, Menas o Menodoro, que se pasó a Octavio, entregando Cerdeña y Córcega, junto con una gran fuerza naval y militar. Gracias a esta afortunada situación, Octavio decidió iniciar la guerra de inmediato, nombrando a Cayo Calvisio Sabino como comandante de su flota, con Menas como su legado. No obstante, la campaña resultó desfavorable a Octavio: su flota fue derrotada dos veces por los almirantes de Pompeyo, en primer lugar en Cumas por Menécrates, quien, sin embargo, pereció en la batalla; y después en Mesina, donde su flota fue casi totalmente destruida por una tormenta al intentar enfrentarse a la flota pompeyana, ahora dirigida por los almirantes Demócares y Apolófanes. Pompeyo, sin embargo, no aprovechó este éxito, sino que se mantuvo inactivo, y perdió de nuevo el momento favorable para la acción.

## El asalto final
Apoyado en el tratado de Tarento del año 38 a. C., por el cual los triunviros debían apoyarse en caso de necesidad, Octaviano logró contar con el apoyo de la flota de Oriente enviada por Marco Antonio para tratar de invadir Sicilia. Octavio pasó todo el año siguiente (37 a. C.) equipando una nueva flota y dando el mando supremo de ella a Marco Vipsanio Agripa. Justo antes del estallido de las hostilidades, Menas volvió a cambiar de bando y regresó al servicio de su viejo amo, descontento del mando subordinado que le asignaba Octavio. En el verano de 36 a. C. todo estaba a punto para el enfrentamiento. Octavio tenía tres grandes flotas a su disposición: una propia, estacionada en el puerto de Portus Iulius, que había construido cerca de Bayas; la de Antonio, bajo el mando de Estatilio Tauro, en el puerto de Tarento; y la de Lépido, frente a la costa de África. Su plan era que las tres flotas partieran el mismo día, e hicieran un desembarco en tres partes diferentes de Sicilia. Sin embargo, una tormenta arruinó los planes y solamente la flota de Lépido pudo llegar a Sicilia y desembarcar en Lilibea; Tauro pudo volver a Tarento, pero la flota de Octavio quedó en gran parte destruida cerca del promontorio de Palinuro, perdiendo un gran número de sus barcos, de forma que se vio obligado a permanecer en Italia para reparar su maltrecha flota.
Este hecho fue un respiro para Sexto Pompeyo, que ofreció sacrificios a Neptuno. Envió a Menodoro a una excursión, pero este volvió a traicionar a Sexto y se pasó al campo de Octavio. Tan pronto como la flota fue reparada, Octavio volvió a partir para Sicilia una vez más. Agripa derrotó la flota de Pompeyo en la batalla de Mylae, destruyendo treinta de sus naves, pero la batalla decisiva, llamada batalla de Nauloco, se libró el 3 de septiembre de 36 a. C., entre Mylae y el promontorio de Pelorium. En esta batalla, la flota de Sexto (bajo mando de Demócares) y la de Octavio (dirigida por Agripa), con unos 300 barcos cada una, lucharon enconadamente y Agripa obtuvo una rotunda victoria, quedando la mayoría de los barcos pompeyanos destruidos o capturados.

## Su última escapada y posterior muerte
Tras esta derrota, Sexto huyó a Mesina, donde se embarcó junto con su hija hacia Oriente, contando con diecisiete barcos, y pudo llegar con seguridad a Mitilene. Mientras, Octavio se enfrentó a Lépido, que había ocupado Sicilia, y no pudo perseguir al fugitivo. Sexto comenzó a idear la forma de arrebatar las provincias orientales a Marco Antonio, quien acababa de regresar de su desastrosa campaña contra los partos, y de la cual apenas si había podido escapar con vida. Para ello, entró en conversaciones con los príncipes de Tracia y de la costa noreste del mar Negro, e incluso entró en contacto con los partos, pensando que podían suministrarle tropas como lo habían hecho con Quinto Labieno unos años antes. 
En 35 a. C. Pompeyo cruzó de Lesbos a Asia Menor y se apoderó de Lámpsaco. Cayo Furnio, legado de Marco Antonio, le hizo frente; además, Antonio envió a Marco Ticio o Titio con una flota de 120 barcos. Pompeyo, que con sus pocos barcos nada podía hacer frente a esta enorme flota, quemó sus naves mientras sus tripulaciones pasaron a formar parte de su ejército; sus amigos le recomendaron pactar con Antonio, pero Sexto no los escuchó y muchos lo abandonaron, entre ellos su suegro Escribonio Libón. 
Sexto intentó huir hacia Armenia, pero fue abandonado por sus soldados y capturado por las fuerzas de Antonio. Llevado como prisionero a Mileto, poco después fue ejecutado sin juicio por orden de Titio, un acto ilegal puesto que Sexto era ciudadano romano. Es probable que Planco, el gobernador de Siria y a quien muchos le atribuyeron la ejecución de Pompeyo, hubiera recibido órdenes en este sentido del propio Marco Antonio. Su violenta muerte fue una de las armas propagandísticas usadas por Octaviano contra Marco Antonio algunos años más tarde, cuando la situación entre ambos se hizo insostenible. Sexto había asumido el apelativo de Pío, para mostrar que él era un vengador de su padre y su hermano.

## Cronología de la vida de Sexto Pompeyo
- 65 a. C. - Fecha aproximada de su nacimiento
- 48 a. C. - Viaja a Egipto con su padre, quien es asesinado
- 47-45 a. C. - Resistencia frente a César en África
- 45 a. C. - Derrota de los pompeyanos en Munda
- 42 a. C. - Controla Sicilia con una poderosa escuadra naval
- 39 a. C. - Paz de Miseno con Octaviano y Marco Antonio
- 37 a. C. - Victoria sobre Octaviano en Messina
- 36 a. C.:

- Agosto - Nueva victoria sobre Octaviano
- Septiembre - Derrota ante Agripa

- 35 a. C. - Capturado y ejecutado en Mileto